# 전일중학교 (전북)
전일중학교(全一中學校)는 대한민국 전북특별자치도 전주시 덕진구 인후동2가에 있는 공립 중학교이다.

## 학교 연혁
- 1969년 10월 14일 : 전일여자중학교 설립인가(42학급)
- 2000년 3월 1일 : 전일중학교로 개명
- 2021년 9월 1일 : 제15대 권영선 교장 부임
- 2024년 1월 9일 : 제52회 69명 졸업(졸업생 총수 24,194명)
- 2024년 3월 4일 : 제1학년 신입생 입학(45명)

## 참고 자료
- 전일중학교 - 한국교육학술정보원 학교알리미